# IT批評
IT批評とは、眞人堂から刊行されているITに関するシリーズ書籍である。

## 概要
眞人堂の代表である桐原永叔が編集長をつとめ、2010年6月に創刊。「ITと向き合うことが時代と社会を読みとること」とし、IT業界に限らず様々なジャンルのジャーナリスト、経営者、学者の寄稿で構成され、ITを軸としながら社会・政治・経済・ビジネスを横断的に分析・考察している。

## 刊行リスト
- IT批評0号2009年6月 ISBN 4904920007
- IT批評1号2010年12月 ISBN 4904920015
- IT批評2号2011年5月 ISBN 4904920023
- IT批評3号2013年3月 ISBN 4904920074